# دكا براكاش (صحيفة)
دكا براكاش (بالإنجليزية: Dhaka Prakash)‏ هي الصحيفة الأولى التي نشرت باللغة البنغالية في دكا، عاصمة بنغلادش. نشرت الصحيفة أول مرة في 7 مارس/آذار 1861م. وكانت تصدر إسبوعيا كل يوم خميس. أول رئيس تحرير للصحيفة كان الشاعر البنغالي كريشنا شاندرا ماجومدر.